# CNアトレティック・バルセロネタ
CNアトレティック・バルセロネタ（Club Natació Atlètic-Barceloneta）は、スペイン・カタルーニャ州バルセロナ県バルセロナに本拠地を置く水球クラブ。

## 歴史
1913年に設立されたCNアトレティックと1929年に設立されたCNバルセロネタが合併することで、1992年にCNアトレティック・バルセロネタが設立された。ディビシオン・デ・オノールのスペイン選手権では1回、スペインリーグでは18回、コパ・デル・レイでは14回、スーペルコパでは12回優勝している。
2013年にはヨーロッパ最高峰の水球大会であるLENチャンピオンズリーグでベスト4となり、2014年にはLENチャンピオンズリーグで初優勝した。スペイン勢としては1982年のCNバルセロナ、1995年のCNカタルーニャに次いで3クラブ目となる優勝である。2015年と2018年にもLENチャンピオンズリーグでベスト4となっている。

## タイトル

### 国際タイトル
- LENチャンピオンズリーグ（英語版） 1回

2013–14
- LENスーパーカップ（英語版） 1回

2014

### 国内タイトル
- ディビシオン・デ・オノール（スペイン選手権） 1回

1973
- ディビシオン・デ・オノール（スペインリーグ） 18回

1969–70, 1972–73, 1973–74, 2000–01, 2002–03, 2005–06, 2006–07, 2007–08, 2008–09, 2009–10, 2010–11, 2011–12, 2012–13, 2013–14, 2014–15, 2015–16, 2016–17, 2017–18
- コパ・デル・レイ（英語版） 14回

2000, 2001, 2004, 2006, 2007, 2008, 2009, 2010, 2013, 2014, 2015, 2016, 2017, 2018
- スーペルコパ・デ・エスパーニャ（英語版） 13回

2001, 2003, 2004, 2006, 2007, 2008, 2009, 2010, 2011, 2013, 2015, 2016, 2017

### 地域タイトル
- コパ・デ・カタルーニャ 9回

2006–07, 2007–08, 2008–09, 2009–10, 2010–11, 2012–13, 2013–14, 2014–15, 2016–17